# Jean-Claude Largeau
Jean-Claude Largeau (Nantes, 6 aprile 1949) è un ciclista su strada francese, professionista dal 1971 al 1975.

## Carriera
Nel 1970 fu quarto ai campionato del mondo amatoriali, vinti dal danese Jørgen Schmidt, mentre nel 1973 vinse il Bretagne Classic Ouest France.

## Palmarès

### Strada
- 1971

3ª tappa Giro del Portogallo
- 1972

Tour d'Indre Et Loire
- 1973

Bretagne Classic Ouest France
- 1978

3ª tappa tre Giorni di Mauges

## Piazzamenti

### Grandi Giri
- Tour de France

1972: 46ª
1973: 49